# Convention de Seneca Falls

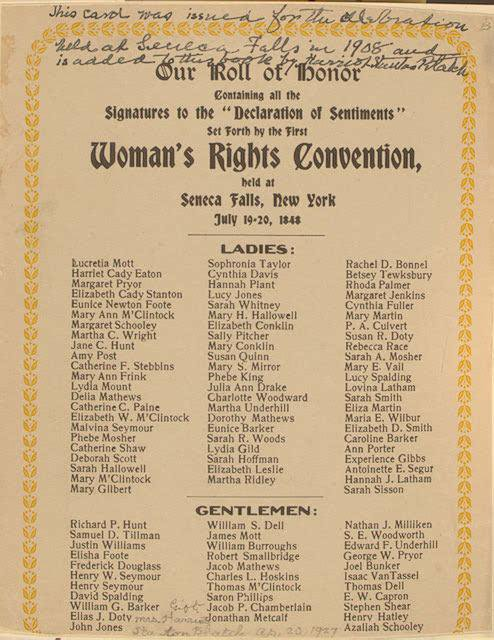
Liste des signataires de la Déclaration de sentiments de 1848.

La Convention de Seneca Falls, tenue les 19 et 20 juillet 1848 à Seneca Falls (New York), fut la première convention pour les droits des femmes à se dérouler sur le sol des États-Unis. Elle réunit environ plusieurs centaines de personnes, parmi lesquelles Elizabeth Cady Stanton, Lucretia C. Mott et  trois figures marquantes du mouvement féministe américain, et plusieurs représentants du mouvement abolitionniste tel l'orateur Frederick Douglass. Il y avait en tout trente-deux hommes présents. Elle s'acheva par la signature de la « Déclaration de sentiments » (que l'on peut aussi traduire par « Déclaration d'opinions » ou « de points de vue »), considérée comme l'acte fondateur du mouvement féministe américain.

## Situation des femmes en 1848
À cette époque, la principale occupation de la plupart des femmes était de s'occuper des repas, des tâches ménagères et des enfants pendant que les hommes allaient au travail. Dans de nombreux pays, les femmes ne pouvaient ni voter ni être propriétaires, et leurs éventuels revenus étaient souvent gérés par leur mari.

## Organisatrices

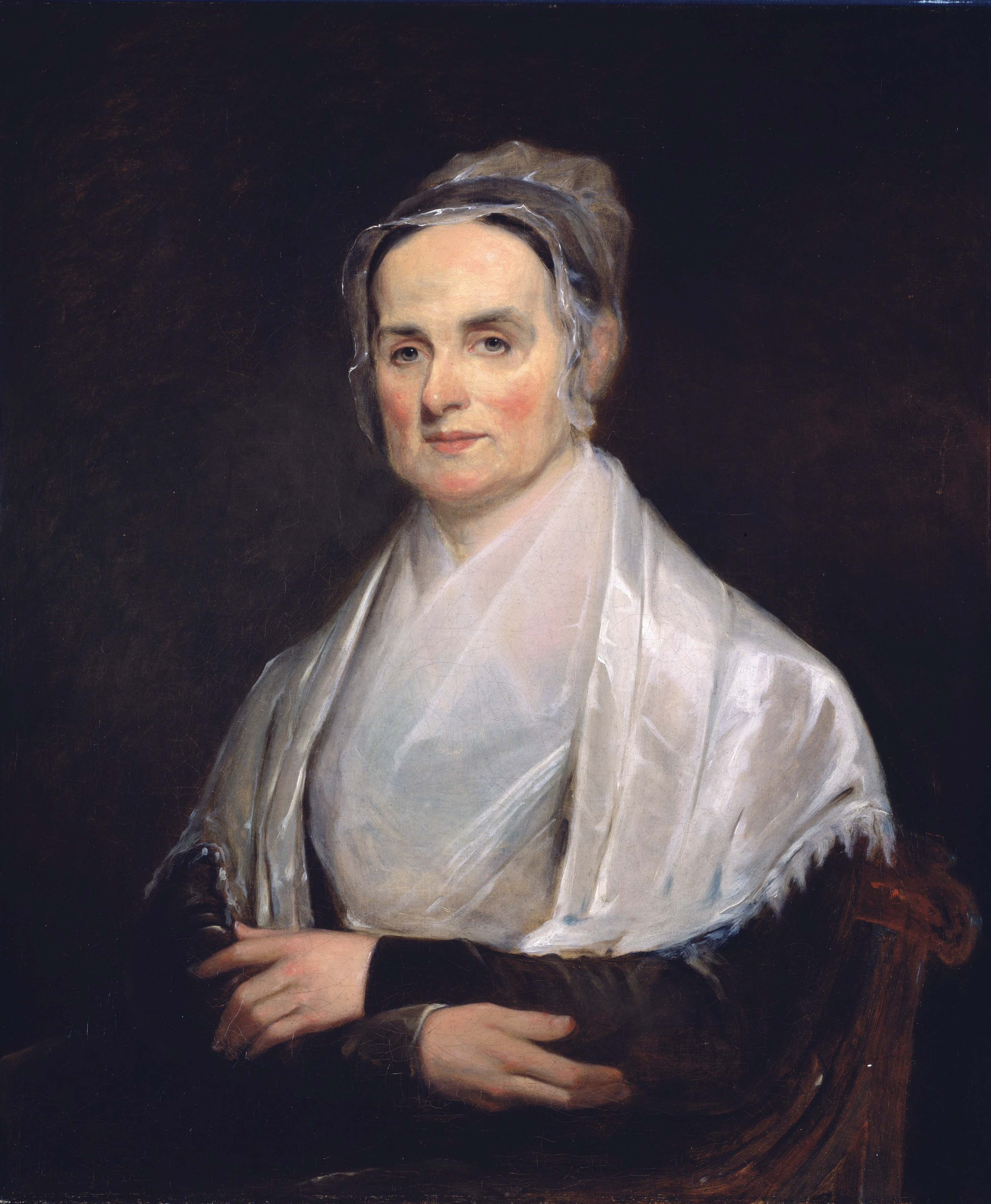
Lucretia Mott en 1841.

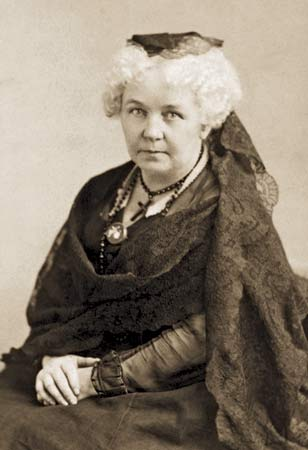
Elizabeth Stanton en 1880.

La Convention est issue d'un travail de trois femmes : Abby Kelley, Lucretia Mott et Elizabeth Cady Stanton,,.

## La déclaration de sentiments
Construit sur le modèle de la Déclaration d'indépendance, le texte final de la convention, la « Déclaration de sentiments », affirmait le droit pour les femmes d'accéder au statut plein et entier de citoyenne des États-Unis d'Amérique. Elle listait l'ensemble des griefs reprochés aux hommes, tout comme les colons américains l'avaient fait dans la Déclaration d'indépendance pour les colonies. Les hommes y remplaçaient le roi George III en tant qu'accusé principal, de l'oppression des femmes cette fois. Le texte souligne ainsi la sévère limitation des droits légaux des femmes dans les États-Unis de l'époque : les femmes étaient privées du droit de vote et de participer à l'élaboration de lois qui s'imposaient pourtant à elle ; elles étaient, malgré cette absence de droits civiques, soumises à l'impôt. Lors des rares cas de divorce, la garde des enfants était automatiquement confiée au père ; l'accès à l'éducation supérieure leur était interdit, leur rendant inaccessibles les postes qualifiés sur le marché du travail. Enfin, la majorité des églises empêchaient aux femmes l'accès aux ministères ecclésiastiques. 
La déclaration proclamait que « hommes et femmes avaient été créés égaux » et que les signataires emploieraient tous les moyens à leur disposition pour corriger l'inégalité de fait qui persistait entre les deux catégories. Cent des quelque trois cents personnes qui assistèrent à la convention signèrent finalement cette déclaration de sentiments.
La Déclaration de sentiments (en anglais, Declaration of Sentiments) est un document signé le 19 juillet 1848 par 68 femmes et 32 hommes – 100 des quelque 300 participants à la Convention de Seneca Falls. Il s'agissait de la première convention sur les droits des femmes organisée par des femmes (notamment Elizabeth Cady Stanton, Lucretia Mott, Martha Coffin Wright, Eunice Newton Foote et Jane Hunt) à Seneca Falls dans l'État américain de New York. L'autrice principale du texte est Elizabeth Cady Stanton, qui l'a construit sur le modèle de la Déclaration d'indépendance des États-Unis.

### Préambule[9]
Lorsque, dans le cours des événements humains, il devient nécessaire pour une partie de la famille humaine de prendre, parmi les peuples de la Terre, une position différente de celle qu’elle a jusqu’alors occupée, mais à laquelle les lois de la nature et de la nature de Dieu lui donnent droit, le respect dû à l’opinion de l’humanité oblige à déclarer les causes qui la déterminent à un tel cours.
Nous tenons comme vérités allant de soi que tous les hommes et les femmes sont créés égaux ; qu’ils sont doués par le Créateur de certains droits inaliénables ; que, parmi ceux-ci, sont la vie, la liberté et la poursuite du bonheur ; que, pour garantir ces droits, des gouvernements sont institués, dont les pouvoirs sont tirés du consentement des gouvernés. Chaque fois qu’une forme de gouvernement devient destructive de ces droits, il est du droit de ceux qui souffrent de lui refuser leur allégeance et d’exiger l’établissement d’un nouveau gouvernement, en l’organisant de la manière qui leur paraîtra la plus à même de leur assurer sûreté et bonheur.
La prudence, en effet, veut que les gouvernements établis depuis longtemps ne doivent pas être changés pour des causes passagères et légères ; et l’expérience de tous les temps a montré que les hommes sont plus disposés à tolérer des maux supportables qu’à se faire justice en abolissant les règles auxquelles ils sont habitués, mais lorsqu’une longue suite d’abus et d’usurpations, tendant invariablement au même but, marque un dessein de les soumettre au despotisme absolu, il est de leur devoir de rejeter un tel gouvernement et de fournir de nouvelles garanties à leur sécurité future. Telle a été la patience des femmes sous ce gouvernement, et telle est aujourd’hui la nécessité qui les contraint à demander l’égalité à laquelle elles ont le droit.
L’histoire de l’humanité est une histoire de blessures et d’usurpations répétées de la part de l’homme à l’endroit de la femme, qui avaient pour but direct l’établissement d’une tyrannie absolue sur elle. Pour le prouver, soumettons les faits à un monde impartial.

### Sentiments
Il [l’homme] ne l’a [la femme] jamais autorisée à exercer son droit inaliénable au vote électoral.
Il l’a obligée à se soumettre aux lois, dont la création se faisait sans qu’elle n’y ait sa voix.
Il lui a été refusé des droits qui sont donnés aux hommes les plus ignorants et misérables – tant autochtones qu’étrangers.
L’ayant privée de ce premier droit citoyen, le droit de vote, la laissant ainsi sans représentation dans les chambres législatives, il l’a opprimée de toute part.
Il a fait d’elle, si elle est mariée, une citoyenne morte aux yeux de la loi.
Il l’a privée de tous ses droits à la propriété, même au salaire qu’elle gagne.
Il a fait d’elle un être irresponsable moralement, elle peut ainsi commettre de nombreux crimes en toute impunité, à condition qu’ils soient effectués en présence de son mari. Dans l’alliance de mariage, elle est obligée de promettre obéissance à son mari, il devient, à toutes fins utiles, son maître – la loi lui donnant le pouvoir de la priver de sa liberté et de lui administrer des châtiments.
Il a donc encadré les lois de divorce, quant à ce qui doit être les causes propres de divorce, en cas de séparation, à qui la garde des enfants doit être donnée ; ce tout à fait indépendamment du bonheur des femmes – le droit, dans tous les cas, se base sur une la supposition erronée de la suprématie de l’homme, dans les mains duquel il place tous les pouvoirs.
Après l’avoir privée de tous les droits en tant que femme mariée, si elle est célibataire et propriétaire d’elle-même, il lui a imposé de soutenir un gouvernement qui la reconnaît uniquement lorsque sa propriété peut être mise à profit.
Il a monopolisé presque tous les emplois rentables, et de ceux qu’elle est autorisée à occuper, elle reçoit une rémunération, mais maigre.
Il lui ferme toutes les avenues vers la richesse et la distinction, qui lui paraissent les plus honorables pour lui. Elle n’est pas connue comme professeur de théologie, de médecine ou de droit.
Il lui a refusé les équipements nécessaires à l’obtention d’une éducation complète – toutes les universités lui étant fermées.
Il l’autorise au sein de l’Église comme au sein de l’État, mais dans une position subordonnée, invoquant l’autorité apostolique pour son exclusion du ministère et, à quelques exceptions près, de toute participation publique dans les affaires de l’Église.
Il a créé un sentiment public faux en donnant au monde un code de morale différent pour les hommes et les femmes, duquel découle que les « délits moraux » qui excluent les femmes de la société ne sont pas seulement tolérés mais considérés comme peu de chose par l’homme.
Il a usurpé la prérogative de Jéhovah lui-même, revendiquant son droit à décider de la sphère d’action de la femme, quand ce droit appartient à la conscience de la femme et à son Dieu.
Il a cherché, par tous les moyens, à détruire sa confiance en ses propres pouvoirs, afin de diminuer son estime de soi et qu’elle mène docilement une vie dépendante et abjecte.

### Conclusion
Aujourd’hui, compte tenu de cette totale privation des droits civiques de la moitié de la population de ce pays, de leur dégradation sociale et religieuse – au regard des lois injustes mentionnées ci-dessus et parce que les femmes se sentent lésées, opprimées et privées frauduleusement de leurs droits les plus sacrés, nous insistons pour qu’elles aient accès sur le champ à tous les droits et privilèges qui leur appartiennent en tant que citoyennes des États-Unis.
En entamant ce grand travail dont nous nous sommes saisis, nous ne nous attendons pas à ce que soient petits les malentendus, présentations inexactes de nos idées et moqueries, mais nous allons utiliser tous les instruments en notre pouvoir pour réaliser notre objectif. Nous allons employer des agents, faire circuler des tracts, des pétitions aux législatures étatiques et nationale et nous efforcer d’enrôler le pupitre [l’éducation, NdT] et la presse en notre faveur. Nous espérons que cette convention sera suivie par une série de conventions embrassant toutes les régions du pays.

## Dans la culture populaire
The Distillers, un groupe australien de punk rock, a enregistré, en hommage aux participants de la convention, une chanson intitulée Seneca Falls sur leur album Sing Sing Death House (2002).